# Elemento algébrico
Em matemática, se L é uma extensão de corpo de K, então um elemento a de L é chamado um elemento algébrico sobre K, ou apenas algébrico sobre K, se existe algum polinômio não nulo g(x) com coeficientes em K tais que g(a)=0. Elementos de L os quais não são algébricos sobre K são chamados transcendentais sobre K. 
Estas noções generalizam os números algébricos e os números transcendentes (onde a extensão de campo é C/Q, C sendo o corpo dos números complexos e Q sendo o corpo dos números racionais).